# Saint-Biez-en-Belin
Saint-Biez-en-Belin è un comune francese di 725 abitanti situato nel dipartimento della Sarthe nella regione dei Paesi della Loira.

## Società

### Evoluzione demografica
Abitanti censiti